# Wave Like Home
Wave Like Home är ett musikalbum från 2008 av syntpopbandet Future Islands och gavs ut av skivbolaget Upset! The Rhythm. Detta är Future Islands första studioalbum.

## Låtlista
Albumet innehåller nio låtar.
1. Pangea – (3:12)
2. Old Friend – (3:13)
3. Flicker & Flutter – (2:49)
4. Escape Artist – (3:11)
5. Seize a Shark – (2:26)
6. Heart Grows Old – (3:18)
7. Beach Foam – (4:29)
8. Wave Like Home – (2:59)
9. Little Dreamer – (3:58)

## Medverkande
- William Cashion – Elbas, slagverk
- Samuel T. Herring – Sång
- Erick Murillo – Trummor, slagverk
- Gerrit Welmers – Synthesizer

Källa: 